# Synagoge von Chammat Tiberias

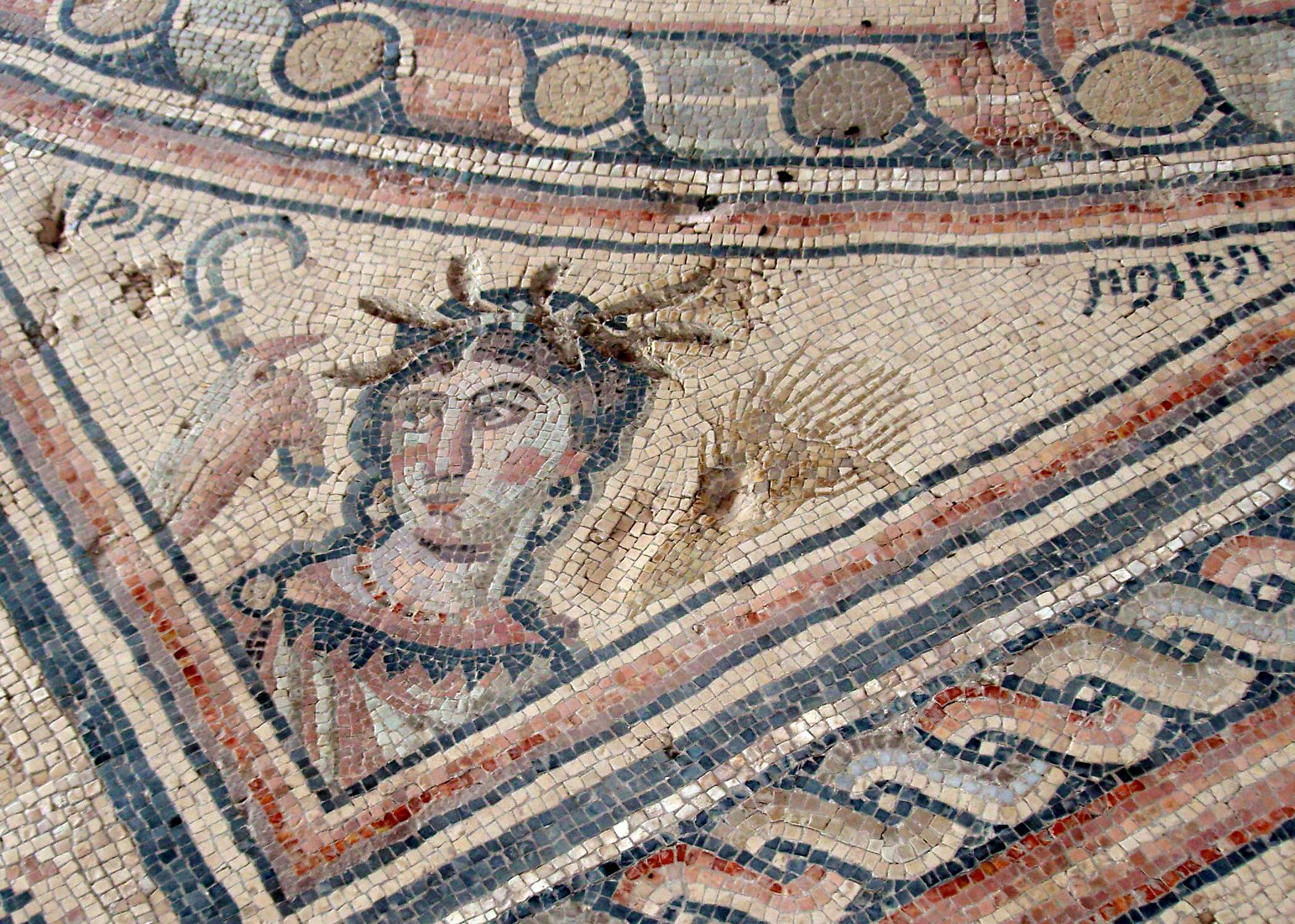
Detail: Personifikation des Herbstes.

Die Synagoge von Chammat Tverja (hebräisch חַמַּת טְבֶרְיָה Chammat Ṭverjah, deutsch ‚Thermalquelle von Tiberias‘, englische Transkription: Hamat-Tveryah) in Tiberias, Israel. Am südlichen Stadtrand und See Genezareth gelegen bildet die Synagoge mit weiteren Ruinen eine archäologische Stätte. Die Synagoge ist bekannt wegen ihres großen Mosaikfußbodens, dessen zentrales Motiv Helios umgeben von den zwölf Tierkreiszeichen darstellt – ähnlich wie in Beit Alpha, aber stilistisch völlig anders. 
Die Synagoge wurde in den Jahren 1961 bis 1963 unter Leitung Mosche Dothans ausgegraben und bildet seit 1967 mit anliegenden Ruinen der heißen Quellen auf einem Areal von 13 Dunam den israelischen Nationalpark Chammat Tverja (hebräisch גַּן לְאֻמִּי חַמַּת טְבֶרְיָה Gan Ləʾummī Chammat Ṭverjah). Der Namensbestandteil Chammah / חַמָּה (im Kompositum des Ortsnamens als Chammat im Status constructus stehend) nimmt Bezug auf die hier entspringenden heißen Mineralquellen, die schon in der Antike von Kurgästen besucht wurden. 

## Baugeschichte

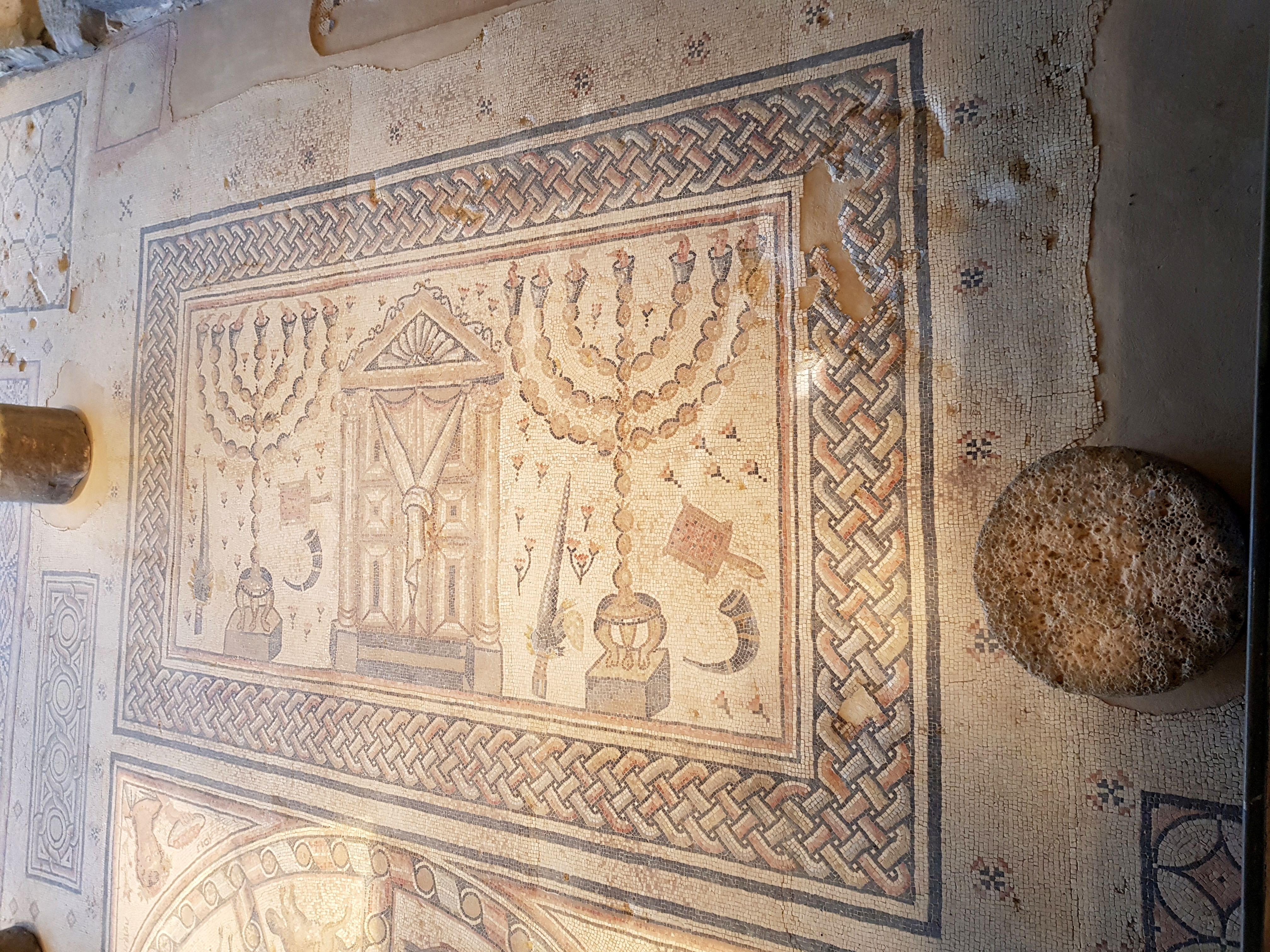
Toraschrein zwischen Leuchtern.

Eine Vorgängersynagoge des 3. Jahrhunderts wurde bis zum Erdbebenjahr 306 benutzt. Darüber wurde im 4. Jahrhundert ein Neubau errichtet, ein Breithaus mit den Abmessungen 15 × 13 Meter. Zu dieser Synagoge gehört der unten beschriebene prachtvolle Mosaikfußboden, der über 100 Quadratmeter bedeckte und dessen Anfertigung mindestens 2000 Arbeitsstunden erforderte.
Im frühen 5. Jahrhundert wurde diese Synagoge durch einen größeren Bau ersetzt. Vielleicht war sie durch das Erdbeben von 419 beschädigt worden. Der Neubau ist eine Basilika mit Apsis auf einer Grundfläche von 19 × 15 Metern. Dabei wurde der große Mosaikfußboden mit Erde bedeckt und durch einen darüber gelegten, neuen Fußboden ersetzt, der geometrische Muster, Blumen und Tiere darstellte. Die religiöse Einstellung der Gemeinde war offenbar konservativer geworden. Bei diesen Baumaßnahmen wurde quer über den Tierkreis ein Streifen des älteren Mosaikfußbodens zerstört.

## Mosaikfußboden
Das große Mosaik ist dreigeteilt. Im obersten Feld ist der Toraschrein dargestellt, flankiert von zwei Menorot und umgeben von verschiedenen Symbolen der jüdischen Religion. Das zentrale mittlere Feld nimmt ein Tierkreis ein; in den Zwickeln sieht man Personifikationen der Jahreszeiten. Das dritte Feld ist eine mehrteilige griechische Stifterinschrift zwischen zwei Löwen.

### Toraschrein
Dieser Schrein hat einen Giebel, der getragen wird von zwei schlanken Säulen. Drei schematisch dargestellte Stufen führen empor zu einer geschlossenen, zweiflügeligen Tür. Ein weißer Vorhang, der vor der Doppeltür hängt und in der Mitte durch einen Knoten gerafft ist, macht deutlich, dass dieses tempelartige Gehäuse die Torarollen birgt.
Bei den beiden Menorot fällt auf, dass die Flammen in den aufgesetzten Glasschälchen zur Mitte hin brennen. Die kleineren Symbole der Religion sind in zweifacher Ausfertigung zu sehen: eine Schaufel für das Weihrauchopfer im Tempel, ein Schofar (Widderhorn, das am jüdischen Neujahrsfest geblasen wird) und der Lulav, ein aus verschiedenen Zweigen gebundener Feststrauß für das Laubhüttenfest.

### Helios

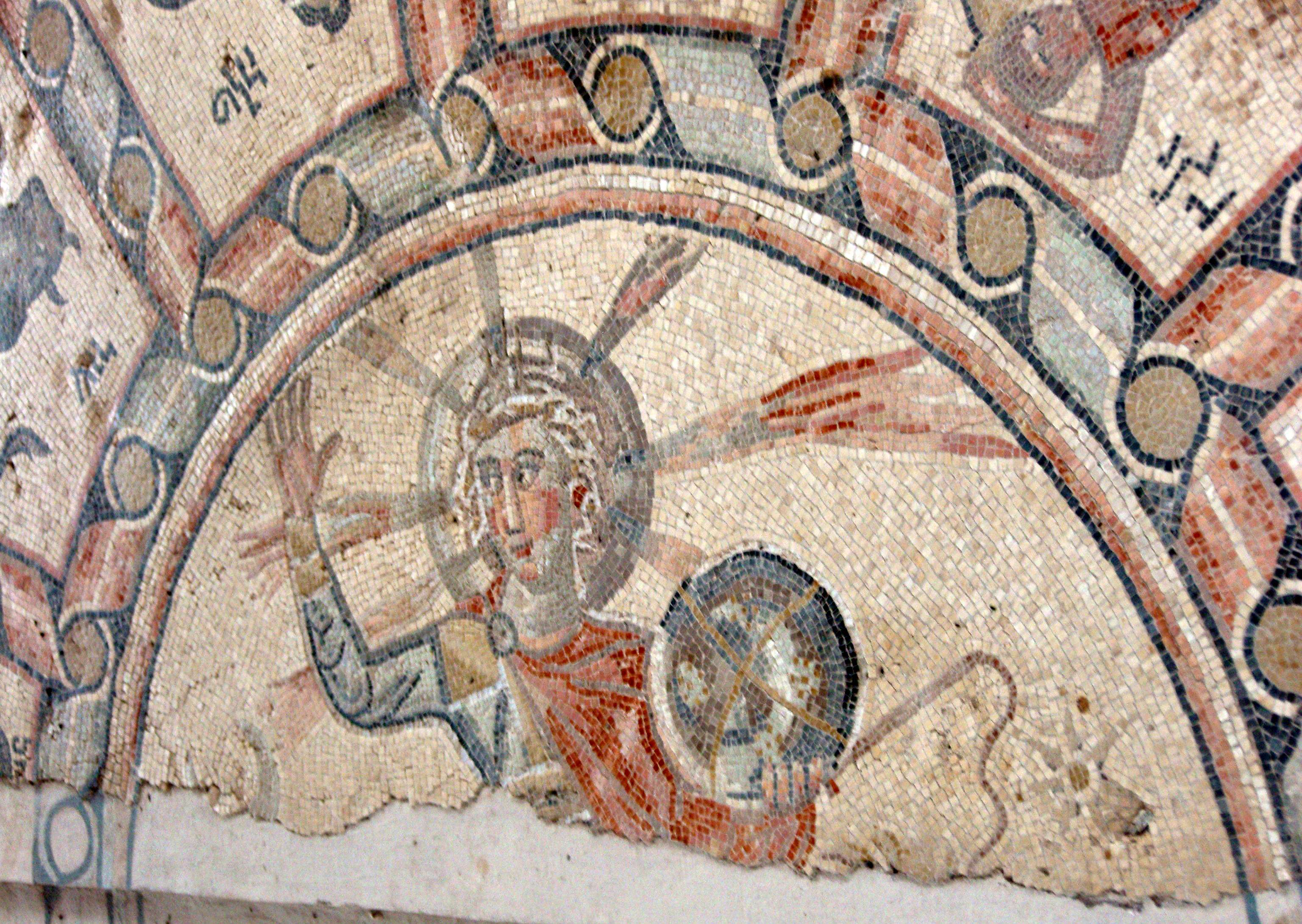
Detail: Helios

Der Sonnengott ist wie ein Herrscher dargestellt. Er hat die rechte Hand segnend erhoben, seine Linke hält einen Globus und eine Gerte, offenbar um die Pferde seines Sonnenwagens zu lenken. In dieser Pose ließen sich die römischen Kaiser darstellen. Als das Mosaik gelegt wurde, waren die Kaiser bereits christlich. Es ist schwer vorstellbar, welche Assoziationen eine solche Darstellung bei der jüdischen Gemeinde mitten in ihrem Gottesdienstraum erweckte.

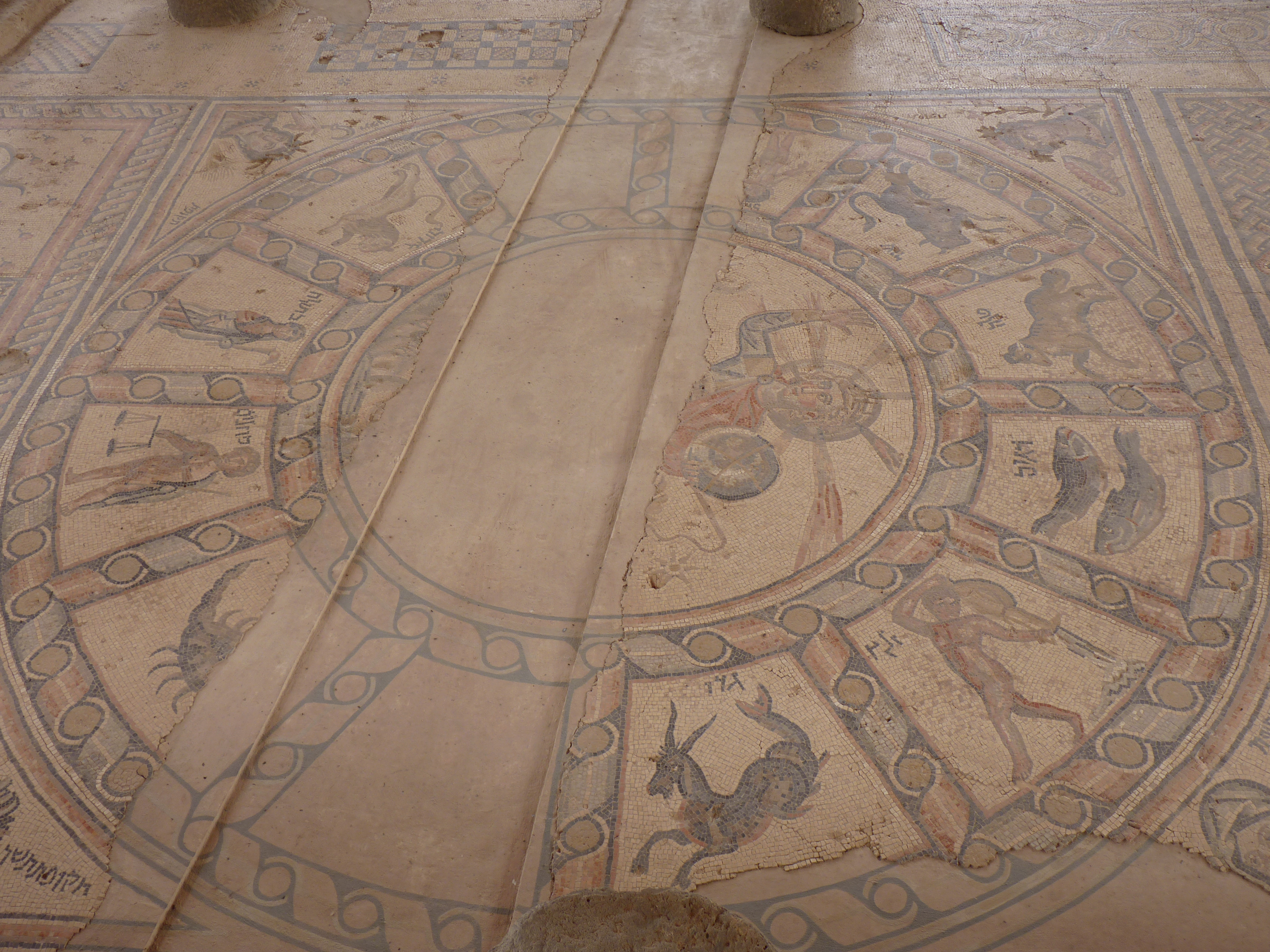
Der Tierkreis, unten rechts: Aquarius.

### Tierkreiszeichen
Alle Tierkreiszeichen haben eine hebräische Beschriftung. Beim Sternzeichen Aquarius sind die hebräischen Buchstaben falsch angeordnet, was darauf hindeutet, dass der Mosaizist diese Sprache bzw. Schrift nicht beherrschte. „Vielleicht war er ein Heide, der beim Bau der Synagoge Arbeit gefunden hatte. Es wäre bequem, dieses Mosaik einem nichtjüdischen Künstler zuzuschreiben. Aber wie auch immer, jemandem in dieser jüdischen Gemeinde gefiel das Design, und er bezahlte die Rechnung.“

## Deutung
Chammat Tiberias galt wegen der heißen Quellen in der rabbinischen Überlieferung als einer von drei Orten auf Erden, wo sich die Brunnen der Tiefe nach der Sintflut nicht wieder geschlossen hätten. An einem solchen Ort zu wohnen, sei für antike Menschen beunruhigend gewesen. Umso wichtiger sei es gewesen, die Zusage von 1. Mose 8,22  ikonographisch zu bekräftigen: „Solange die Erde steht, sollen nicht aufhören Saat und Ernte, Kälte und Hitze, Sommer und Winter, Tag und Nacht.“ Das ist nach der Interpretation von Shulamit Laderman das Thema des Mosaikfußbodens.

## Vandalismus
Im Mai 2012 wurde das Mosaik durch aufgesprühte Graffiti mit hebräischen Parolen schwer beschädigt. Sie richteten sich gegen Shuka Dorfman, den Leiter der israelischen Altertümerbehörde, weil er antike Rabbinergräber von Archäologen untersuchen ließ. Außerdem bohrten die Eindringlinge ein Loch in die Darstellung des Toraschreins und versuchten, den Tierkreis mit einer Spitzhacke zu zerstören. „Es gibt Charedim, die glauben, wenn in einer Synagoge Tierkreiszeichen abgebildet sind, könne das keine Synagoge gewesen sein,“ sagte Dror Ben Yosef von der Altertümerbehörde gegenüber Haʾaretz. Die Täter wurden im ultraorthodoxen Milieu vermutet.
Die angerichteten Schäden sind schwerwiegend. Da die Tesserae nicht nur aus dem Mosaik herausgelöst, sondern auch noch zerhackt wurden, müssen Teile des Mosaiks von den Restauratoren nach Fotografien neu gelegt werden.